# Zgodbarjenje
Zgodbarjenje je pripovedovanje zgodb, oblika (osebne) interpretacije, uvrščeno znotraj področja komunikologije. Ena izmed definicij, ki jo postavlja Storytelling Association (1997), je sledeča: »Pripovedovanje zgodb je veščina komuniciranja, kjer z besedami, načinom govora in telesnimi gibi, prenašamo podobe iz zgodb določeni skupini poslušalcev. Glavni cilj pripovedovanja zgodb je, da si ciljne skupine čim bolj živo predstavljajo dogajanje in si s svojimi predstavami so-ustvarijo slišano doživetje.« (Storytelling Association, 1997)

### Zgodovina
Pripovedovanje zgodb je najstarejša izmed oblik interpretacije, saj je univerzalno povezana s človeškostjo, enotna vsem kulturam. Sprva je bilo v uporabi ustno pripovedovanje, ki je omogočalo kopičenje ter prenašanje znanja, ne zgolj zabavi. Pomembna je zlasti, ker omogoča poslušalcem vzpostaviti oseben odnos do tematike, s pristopom, ki vključuje čutila, čustva, se povezuje s poslušalci preko navezav na njihove pretekle izkušnje, ob ustrezni rabi jezika in vokalizaciji, je informacija sprejeta in ozaveščena na popolnoma drug način v primerjavi z golim naštevanjem dejstev, opisovanjem. Dokončna zgodba je vsakemu posamezniku edinstvena, saj se dogaja v mislih poslušalca. Danes ima interpretacija največji učinek v nekih naravnih okoljih (ob večernem kresu, uprizoritvi žive zgodovine v muzejih na prostem itd.) ter ob ustreznem interpretatorju.

### Kaj je zgodba
Največkrat je definirana kot pripoved izmišljenih ali resničnih dogodkov, povezanih v celoto. Z zgodbami se ohranjano vrednote, prepričanja, modrosti, skoznje se razlaga pomen, vloga stvari ter ljudi. Sestavljene so iz glavnega lika (subjekt skozi katerega občinstvo doživlja zgodbo), prostora/okolja, dileme/težave ter zaključka, v katerem dilema ni nujno razrešena, a ponuja prostor za razmislek.

### Kaj je pripovedovanje
Dejanje fizične predstavitve zgodbe poslušalcem, pri čemer je ključen interaktiven stik med interpretatorjem zgodbe ter poslušalci. Poglavitno je, da so tudi slednji aktivno vključeni ter soustvarjajo proces pripovedovanja zgodb, ne gre zgolj za podajanje informacij na eni, ter pasivno sprejemanje na drugi strani. Pripovedovanje zgodb je torej načrtovana oblika, tehnika osebne interpretacije, ki je preko tona, vsebine, neverbalne komunikacije, tempa zgodbe itd. prilagojena ciljni publiki. Neločljivo je povezano tudi s kreativnostjo, izkustveno noto ter spontanostjo, saj pripovedovanja zgodb ni mogoče replicirati, pri pripovedovanju zgodb poslušalec skupaj s svojimi izkušnjami ter prepričanji soustvarja zgodbo in njene pomene. V tem se ključno razlikuje od filma z napisanim scenarijem, vizualne slike itd., kjer gledalec le sprejema vsebino, ki jo je mogoče ponovno doživeti.

### Pripovedovanje zgodb in ohranjanje dediščine
Zgodbarjenje postaja vse bolj pomembno zlasti na področju upravljanja z (naravno in kulturno) dediščino, nitjo, ki povezuje preteklost s sedanjostjo ter ohranja kulturno bogastvo tudi za prihodnje generacije. Zaradi elementa univerzalnosti deluje povezovalno ne glede na čas ali prostor. Pripovedovanje zgodb je možno v različnih oblikah, vključno z delavnicami, predstavami, kulturnimi dejavnostmi, turističnimi vodenji. Vse pogosteje se poslužuje tudi povezovanja s hitro razvijajočo tehnologijo (obogatena resničnost itd.).

### Zgodbe vturizmu
Tudi slovenski turizem se vse bolj zaveda pomena enotne komunikacije, ter zgodbarjenje prepoznava kot učinkovito orodje pri razvoju in trženju turističnih destinacij, produktov, znamenitosti ter ponudnikov. STO (Slovenska turistična organizacija) je preko projekta Zgodbe v slovenskem turizmu, leta 2013 postavila »piramido zgodb v slovenskem turizmu«, analizirala stanje na področju zgodb, od lokalne/destinacijske do nacionalne ravni. Zgodbe so pomembne tudi v sferi marketinga ter trženjskih raziskav, pri čemer na Fakulteti za družbene vede v Ljubljani namesto zgodbarjenja uporabljajo izraz zgodbičenje, ki zajema pripovedovanje zgodb kot orodje trženjskega komuniciranja.